# Nanda (actrice)
Nanda Karnataki, dite Nanda, née le 8 janvier 1939 à Kolhapur, morte le 25 mars 2014 à Mumbay, est une actrice du cinéma indien, et plus particulièrement des films hindis et marathis. Elle est l'une des actrices les plus populaires du cinéma hindi et sa carrière s'étend sur plus de 30 ans. Elle est surtout connue pour ses prestations dans Chhoti Bahen (en), Dhool Ka Phool (en), Bhabhi (en), Kala Bazar (en) et Aanchal (en), pour lequel elle remporte le Filmfare Award de la meilleure actrice dans un second rôle, en 1961.

## Biographie

### Jeunesse
Nanda naît le 8 janvier 1939 dans une famille du show-business marathi. Son père est Vinayak Damodar Karnataki (Master Vinayak (en)), un acteur-producteur-réalisateur marathi à succès. Master Vinayak est lié à de nombreuses personnalités de l'industrie cinématographique indienne. Son frère Vasudev Karnataki est directeur de la photographie, tandis que les personnalités du cinéma Baburao Pendharkar (en) (1896-1967) et Bhalji Pendharkar (en) (1897-1994) sont ses demi-frères. Il est également le cousin maternel du légendaire réalisateur V. Shantaram. Master Vinayak est un bon ami de la famille Mangeshkar et a introduit Lata Mangeshkar dans l'industrie cinématographique dans son film Pahilee Mangalagaur.
Son père meurt en 1947, à l'âge de 41 ans, alors que Nanda a huit ans. La famille connaît des temps difficiles. Elle est devenue une actrice enfant, aidant sa famille en travaillant dans des films au début des années 1950. Elle fait ses débuts avec Mandir en 1948. Sur le grand écran, elle est d'abord reconnue comme « Baby Nanda ». Dans des films comme Mandir, Jaggu, Angaarey et Jagriti, elle a été une enfant actrice de 1948 à 1956.
En raison de son implication dans le cinéma, ses études souffrent et elle est coachée à la maison par le célèbre professeur d'école et commissaire des scouts de Bombay, Gokuldas V. Makhi. Tout en faisant carrière dans le cinéma, elle soutient et éduque ses six frères et sœurs. L'un de ses frères est le réalisateur de films marathi Jaiprakash Karnataki qui est marié à l'actrice Jayshree T. (en).

### Carrière

#### Enfants actrice et seconds rôles
Nanda fait ses débuts avec Mandir en 1948. Sur le grand écran, elle est d'abord reconnue comme Baby Nanda. Dans des films comme Mandir, Jaggu et Angaarey, elle est une enfant actrice, de 1948 à 1956. L'oncle paternel de Nanda, le célèbre producteur et réalisateur V. Shantaram, lui donne une grande chance en la faisant jouer dans une saga frère-sœur à succès : Toofan Aur Deeya (en) (1956). Il s'agit de la saga d'un frère et d'une sœur orphelins qui sont secoués par une série de revers tragiques, notamment la perte de la vue de la fille. Elle reçoit sa première nomination au Filmfare Award en tant que meilleure actrice dans un second rôle pour Bhabhi (en) (1957). Elle prétend que la raison pour laquelle elle n'a pas gagné est qu'il y avait du lobbying impliqué. Elle joue également des seconds rôles auprès de stars telles que Dev Anand dans Kala Bazar (en) et a joué un second rôle dans Dhool Ka Phool (en).

#### Rôles principaux
Elle joue le rôle titre dans Chhoti Bahen (en) (1959) de L.V. Prasad (en). Le film est un grand succès, faisant d'elle une star. Dans ce film, qui a connu un grand succès commercial, Nanda joue le rôle de la jeune sœur aveugle dont s'occupent deux frères aînés, joués par Balraj Sahni et Rehman. Elle joue ensuite des rôles principaux, comme l'une des héroïnes de Dev Anand dans Hum Dono (en) (1961) et Teen Deviyan. Les deux films sont acclamés comme des succès. Elle est l'héroïne de Kanoon (en) (1960) de Baldev Raj Chopra, un film sans chanson, ce qui est alors rare. 
Elle remporte le Filmfare Award de la meilleure actrice dans un second rôle pour son rôle dans Aanchal (en) (1960). Elle fait équipe avec Raj Kapoor dans Aashiq (1962) et travaille avec Rajendra Kumar dans trois films - Toofan Aur Diya (1956), Dhool Ka Phool (1961) et Kanoon (1960). Elle déclare dans une de ses interviews « Beaucoup de mes grandes performances étaient dans des films qui ont échoué ou fait des affaires moyennes, comme Usne Kaha Tha, Char Diwari, Nartaki et Aaj Aur Kal. ».
Nanda est connue pour encourager les nouveaux venus. Elle signe huit films avec Shashi Kapoor à une époque où celui-ci n'a pas encore connu le succès dans le cinéma hindi. Leurs deux premiers films en couple - le film romantique Char Diwari (1961) et Mehndi Lagi Mere Haath (1962), salués par la critique - n'ont pas fonctionné, mais les autres sont des succès au box-office. Shashi, bien qu'il ait connu le succès dans des films anglais, en 1963, et dans deux films hindis, en 1965, connait cinq échecs en tant que héros principal solo, entre ses débuts en 1961 et 1965, dans des films hindis. Dans Jab Jab Phool Khile (en) (1965), Nanda joue un rôle occidentalisé pour la première fois et cela aide son image. Sa chanson préférée qui a été fameusement illustrée sur elle dans le film est Yeh samaa. Shashi déclare plus tard que Nanda est son héroïne préférée. Nanda, elle aussi, déclare que Kapoor est son héros préféré. Entre 1965 et 1970, les films à succès du couple Shashi-Nanda comprennent Mohabbat Isko Kahete Hain (1965), Jab Jab Phool Khile (1965), Neend Hamari Khwab Tumhare (1966), Raja Saab (1969) et Rootha Na Karo (1970). Au début des années 1970, Nanda suggère à Rajendra Kumar (en), coproducteur de The Train, de prendre Rajesh Khanna dans le rôle principal.